# Regentalaue und Chambtal mit Rötelseeweihergebiet
Regentalaue und Chambtal mit Rötelseeweihergebiet este o arie protejată (arie de protecție specială avifaunistică — SPA) din Germania întinsă pe o suprafață de 2.812,13 ha, integral pe uscat.

## Localizare
Centrul sitului Regentalaue und Chambtal mit Rötelseeweihergebiet este situat la coordonatele 49°13′13″N 12°36′00″E / 49.2203°N 12.6°E.

## Înființare
Situl Regentalaue und Chambtal mit Rötelseeweihergebiet a fost declarat arie de protecție specială avifaunistică în septembrie 2006 pentru a proteja 45 de specii de animale.

## Biodiversitate
Situată în ecoregiunea continentală, aria protejată nu include niciun habitat protejat.
La baza desemnării sitului se află mai multe specii protejate de  păsări (45): lăcar-de-rogoz (Acrocephalus schoenobaenus), minunița (Aegolius funereus), pescăruș albastru (Alcedo atthis), rață cârâitoare (Anas querquedula), Anas strepera strepera, fâsă de luncă (Anthus pratensis), Ardea cinerea cinerea, Ardea purpurea purpurea, rață roșie (Aythya nyroca), buhai de baltă (Botaurus stellaris stellaris), chirichița cu obraz alb (Chlidonias hybrida), chirighiță neagră (Chlidonias niger), barză albă (Ciconia ciconia ciconia), barză neagră (Ciconia nigra), erete de stuf (Circus aeruginosus), erete vânăt (Circus cyaneus), erete cenușiu (Circus pygargus), cristeiul de câmp (Crex crex), lebădă de iarnă (Cygnus cygnus), ciocănitoare neagră (Dryocopus martius), egretă albă (Egretta alba), egretă mică (Egretta garzetta), șoim de iarnă (Falco columbarius), becațină comună (Gallinago gallinago), ciuvică (Glaucidium passerinum), Grus grus grus, codalb (Haliaeetus albicilla), sfrâncioc roșiatic (Lanius collurio), pescăruș-cu-cap-negru (Larus melanocephalus), pescăruș râzător (Larus ridibundus), Limosa limosa limosa, gușă albastră (Luscinia svecica), gaia neagră (Milvus migrans), Numenius arquata arquata, Nycticorax nycticorax nycticorax, viespar (Pernis apivorus), bătăuș (Philomachus pugnax), ploier auriu (Pluvialis apricaria), Podiceps nigricollis nigricollis, Porzana parva parva, cresteț pestriț (Porzana porzana), mărăcinar (Saxicola rubetra), fluierar de mlaștină (Tringa glareola), fluierarul cu picioare roșii (Tringa totanus), nagâț (Vanellus vanellus).